# Lepthyphantes pieltaini
Lepthyphantes pieltaini är en spindelart som beskrevs av Machado 1940. Lepthyphantes pieltaini ingår i släktet Lepthyphantes och familjen täckvävarspindlar.
Artens utbredningsområde är Marocko. Inga underarter finns listade i Catalogue of Life.